# Дамія (міст)
Міст Дамія (араб. جسر الدامية, трансліт. Jisr ed-Damieh, латиніз. Bridge of ed-Damieh), відомий як Міст принца Мухаммеда в Йорданії та як Гешер Адам (івр. גשר אדם, латиніз. Adam Bridge) в Ізраїлі — історичний міст, який перетинає річку Йордан і розташований між палестинськими територіями та містом Дамія в губернаторстві Балка в Йорданії.
У 1918 році під час Синайсько-Палестинської кампанії Першої світової війни його захопили британські імперські війська. У той час він використовувався як частина дороги Наблус — Ес-Салт — Амман.
Після 1991 року він використовувався лише для товарів, що перевозилися вантажівками між Ізраїлем, Західним берегом і Йорданією, аж до його закриття з міркувань безпеки приблизно між 2002 і 2005 роками під час Другої інтифади. Станом на 2014 рік ізраїльській бік є частиною закритого військового району.

## Етимологія
Єврейська Біблія згадує місто під назвою Адам поблизу Заретана в долині Йордану (Joshua 3:16).
Більшість вчених ототожнюють сусідню Високу Дамію, яку деякі Тель-Адам називають на сучасному івриті, з історичним і біблійним містом Адама, причому Олбрайт пропонує теорію, що Адама/Адма та Адам — це одне й те саме.
Арабська назва пишеться по-різному, як Damiye, Damieh, Damia тощо, з означальним артиклем або без нього (пишеться як al-, el-, ad-, ed-).

## Історія

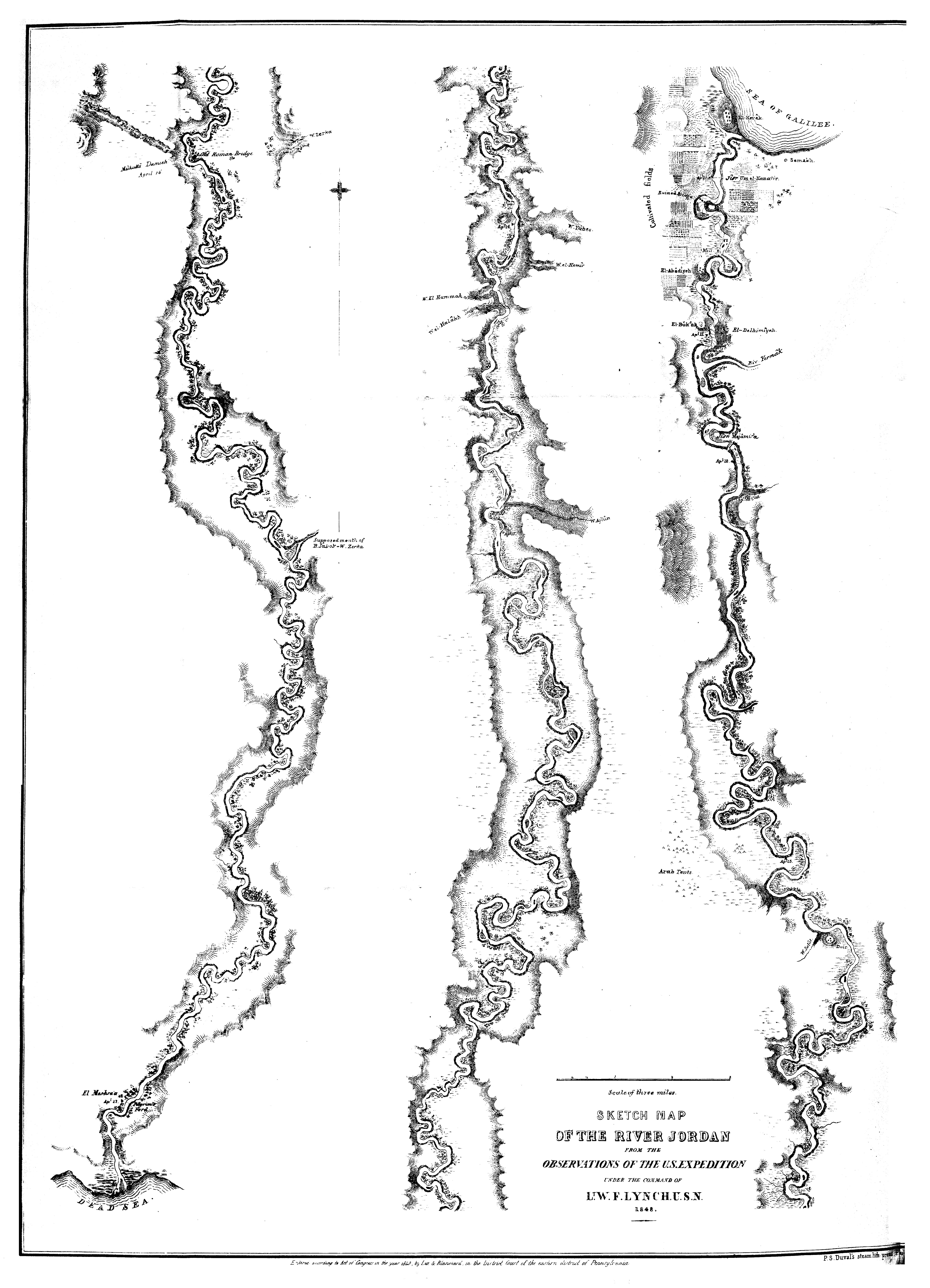
Карта річки Йордан Вільяма Ф. Лінча 1849 року, на якій показано Джіср-ед-Даміє («Старий римський міст»), а також Джіср ель-Маджамі.

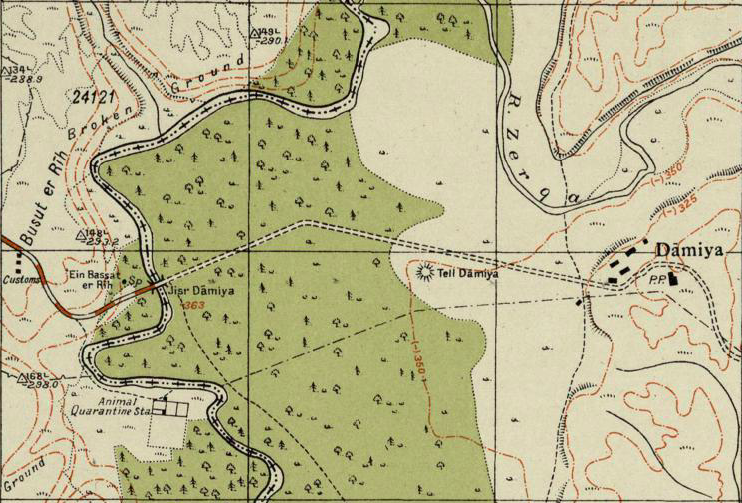
Оглядова карта Палестини 1940-х років мосту

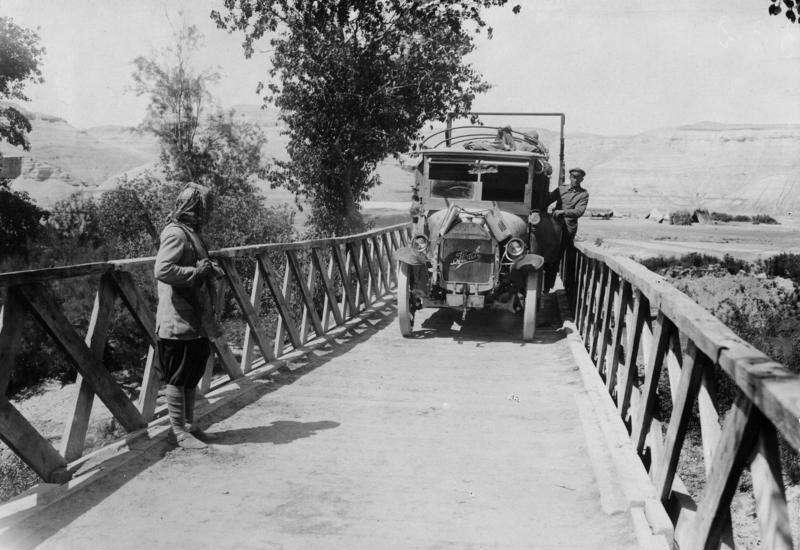
Німецька військова вантажівка перетинає міст у березні 1917 року

Міст використовувався як перетин між західним і східним берегами Йордану через хороший доступ в обох напрямках через Фар'а/долину Тірци на заході та долину Зарки/Яббок на схід.
У 1849 році Вільям Ф. Лінч описав руїни старого мосту як «римський міст, що перекинувся через висохле русло, колись, можливо, головне русло Йордану, яке тепер відхилене в його русло. Міст був римської конструкції, з одним ціла арка, за винятком поздовжньої тріщини на вершині, і руїни двох інших, одна з яких розташована під прямим кутом до головної арки, ймовірно, для шлюзу млина русло потоку до наріжного каменя, двадцять футів».
Досі видно руїни кількох послідовних мостів: кам'яний міст, побудований мамлюцьким султаном Бейбарсом у 13 столітті, підірваний силами Гаґани під час операції «Марколет» (відомої як «Ніч мостів») у ніч з 16 на 17 червень 1946 р.; британський міст, побудований незабаром після цього, і йорданський міст 1950-х років, обидва знищені ізраїльською армією під час Шестиденної війни в 1967 році. Відразу після війни, у серпні 1967 року, ізраїльський міністр оборони Моше Даян дозволив неконтрольований транспорт товарів між палестинцями та Йорданією через переправу через Дамію, щоб уникнути економічного колапсу Західного берега та уникнути невдоволення палестинців, оскільки ізраїльські ринки ще не були відкриті для палестинських продуктів. Це був елемент того, що стало відомо як «політика відкритих мостів».
У січні 1968 року Йорданія побудувала збірний металевий міст, щоб полегшити торговельні зв'язки із Західним берегом. Міст був відкритий як для товарів, так і для людей, але бойові дії через Війну на виснаження призвели до битви за Караме в 1968 році, під час якої міст був пошкоджений йорданською артилерією, яка намагалася перешкодити проходу ізраїльської бронетехніки. У 1969 році йорданці підірвали частину цього мосту, але пізніше його відремонтували. Під час Громадянської війни в Йорданії (більш відомої як Чорний вересень) у 1970 році міст знову був закритий на кілька днів під час боїв між палестинцями та йорданською армією. Йорданці відремонтували міст на початку 1975 року після того, як він був пошкоджений повенями, і виконали деякі зміни в 1976 році. Йорданський металевий міст все ще стоїть, але наразі не використовується. У 2014 році влада Палестини вела переговори з Йорданією про можливості відновлення руху між двома сторонами.